# HMS Exeter (1978)
HMS Exeter (D89) – brytyjski niszczyciel rakietowy typu 42 z okresu zimnej wojny. Był to piąty okręt w historii Royal Navy, noszący imię „Exeter”, od miasta Exeter. Brał udział w wojnie o Falklandy. Został wycofany ze służby w 2009 roku.

## Służba
„Exeter” wszedł do służby brytyjskiej 19 września 1980 roku. Wziął udział w wojnie o Falklandy w 1982 roku, podczas której był najskuteczniejszym okrętem brytyjskim, zestrzeliwując cztery samoloty argentyńskie za pomocą systemu Sea Dart: dwa szturmowe A-4C Skyhawk 30 maja, rozpoznawczy Learjet 35A 6 czerwca i bombowiec Canberra B Mk 62 13 czerwca. Zestrzelenia samolotów A-4, atakujących zespół brytyjskich okrętów, miały miejsce na minimalnej wysokości, a pozostałe na wysokościach 12 tysięcy metrów.  
Został wycofany ze służby 29 maja 2009 roku. W toku służby przepłynął 892 811 mil morskich.